# غواصة الفئة التاسعة بي
الغواصة الألمانية الفئة التاسعة بي مستوى فرعي من غواصة الفئة التاسعة بنيت لبحرية ألمانيا النازية كريغسمرينه بين 1938 و1940. صممت غواصات يو نفسها لتكون غواصات كبيرة تجوب المحيطات. جاء مصدر إلهام غواصة الفئة التاسعة بي من الغواصة الفئة التاسعة الأصلية السابقة، غواصة الفئة التاسعة إيه. تم تطوير تصميم الفئة التاسعة إيه لزيادة المدى العملياتي، وهو التغيير الذي أدى إلى حمولة كلية أثقل قليلاً. تم تحسين هذا التصميم بشكل أكبر في غواصات الفئة التاسعة سي اللاحقة.
تتألف الفئة من 14 غواصة، يو-64 ويو-65 ويو-103 ويو-104 ويو-105 ويو-106 ويو-107 ويو-108 ويو-109 ويو-110 ويو-111 ويو-122 ويو-123 ويو-124. كانت غواصات هذه الفئة أنجح فئة من الغواصات في الحرب من حيث الحمولات الإجمالية المغرقة لكل طن، حيث أغرقت أكثر من 100,000 خلال مسيرتها المهنية.

## التصميم والبناء

### أعمال بناء
تم طلب جميع غواصات الفئة التاسعة بي من بحرية ألمانيا النازية كريغسمرينه بين 16 يوليو 1937 و8 أغسطس 1939 كجزء من الخطة زد وهي الخطة الألمانية الشاملة لإعادة التسلح في انتهاك صارخ لمعاهدة فرساي. جاء تصميم غواصات الفئة التاسعة بي من غواصات الفئة التاسعة إيه وهي التصاميم الأولية للفئة التاسعة. تم منح جميع عقود بناء الغواصات لشركة بناء السفن والآلات الألمانية إيه جي فيزر في بريمن. وكانت يو-65 هي أول غواصة يتم وضعها في ساحات بناء السفن في بريمن، حيث تم وضع عارضة الغواصة في 6 ديسمبر 1938. آخر غواصة تم بنائها من هذه الفئة كانت يو-111، التي بدأ بنائها في 20 فبراير 1940. بحلول نهاية عام 1940، كانت جميع الغواصات من الفئة التاسعة بي قد شُيدت بالكامل وتم تشغيلها في البحرية الألمانية كريغسمرينه. 

### التصميم
كانت جميع الغواصات الفئة التاسعة بي 1,000 حصان متري (986 shp؛ 735 كـو) في حالة الغوص اما في حالة الطفو فكانت 4,400 حصان متري (4,340 shp؛ 3,236 كـو). ونتيجة لذلك، يمكنها السفر بسرعة 18.2 عقدة (33.7 كم/س؛ 20.9 ميل/س) في حالة الطفو و7.3 عقدة (13.5 كم/س؛ 8.4 ميل/س) أثناء الغوص. كان للغواصات الفئة التاسعة بي نطاق يصل إلى 12,000 ميل بحري (22,000 كـم؛ 14,000 ميل) في 10 عقدة (19 كم/س؛ 12 ميل/س) في حالة الطفو و64 ميل بحري (119 كـم؛ 74 ميل) ب4 عقدة (7.4 كم/س؛ 4.6 ميل/س) في حالة الغمر. كان لديهم 6 أنابيب طوربيد (4 في المقدمة و2 في المؤخرة) وحمل ما مجموعه 22 53.3 سنتيمتر (21 بوصة) طوربيد. بخلاف الفئة التاسعة إيه السابقة تم تجهيز غواصات الفئة التاسعة بي بـ44 لغماً من نوع TMA. تم تجهيز غواصات الفئة التاسعة بي بمدفع بحري 10.5 سم SK C / 32 مع 180 قذيفة. كانت آخر قطعة من الأسلحة التي تم تجهيز غواصات الفئة التاسعة بي بها هي المدافع المضادة للطائرات من عيار <span about="#mwt35" data-cx="[{&quot;adapted&quot;:true,&quot;partial&quot;:false,&quot;targetExists&quot;:true}]" data-mw="{&quot;parts&quot;:[{&quot;template&quot;:{&quot;target&quot;:{&quot;wt&quot;:&quot;حول&quot;,&quot;href&quot;:&quot;./قالب: حول&quot;},&quot;params&quot;:{&quot;1&quot;:{&quot;wt&quot;:&quot;2&quot;},&quot;2&quot;:{&quot;wt&quot;:&quot;cm&quot;},&quot;3&quot;:{&quot;wt&quot;:&quot;in&quot;},&quot;4&quot;:{&quot;wt&quot;:&quot;2&quot;}},&quot;i&quot;:0}}]}" data-ve-no-generated-contents="true" id="mwOw" typeof="mw:Transclusion">2</span>. يمكن لجميع غواصات الفئة التاسعة بي استيعاب ما يصل إلى 56 من أفراد الطاقم في أي وقت من الأوقات على الرغم من أن هذا العدد كان عادة حوالي 45-48 فرد. بعد تكليفها ونشرها، تمركزت جميع غواصات الفئة التي بنيت قبل سقوط فرنسا في مدينة فيلهلمسهافن الألمانية، بينما تم تكليف أولئك الذين تم تكليفهم بعد الاستيلاء على العديد من الموانئ الفرنسية خلال معركة فرنسا في لوريان.

## قائمة غواصات الفئة التاسعة بي
تحتوي الفئة التاسعة بي على 14 غواصة، تم بناء جميعها بواسطة إيه جي فيزر:
| الإسم  | المصنع               | الطلب          | وضع العارضة    | دخول الخدمة    | Commissioned      | Fate |
| ------ | -------------------- | -------------- | -------------- | -------------- | ----------------- | --- |
| يو-64  | إيه جي فيزر في بريمن | 16 يوليو 1937  | 15 ديسمبر 1938 | 20 سبتمبر 1939 | 16 December 1939  | Sunk on 13 April 1940 in the Herjangsfjord near Narvik, Norway. 8 dead and 38 survivors. |
| يو-65  | إيه جي فيزر في بريمن | 16 يوليو 1937  | 6 ديسمبر 1938  | 6 نوفمبر 1939  | 15 February 1940  | Sunk on 28 April 1941 in the North Atlantic south-east of Iceland. All hands lost. |
| يو-103 | إيه جي فيزر في بريمن | 24 مايو 1938   | 6 سبتمبر 1939  | 12 أبريل 1940  | 5 July 1940       | Sunk on 15 April 1945 at Kiel in an Allied bombing raid. |
| يو-104 | إيه جي فيزر في بريمن | 24 مايو 1938   | 10 نوفمبر 1939 | 25 مايو 1940   | 19 August 1940    | Missing since 28 November 1940 north-west of Ireland. All hands presumed lost. |
| U-105  | إيه جي فيزر في بريمن | 24 مايو 1938   | 16 نوفمبر 1939 | 15 يونيو 1940  | 10 September 1940 | Sunk 2 June 1943 near Dakar. All hands lost. |
| U-106  | إيه جي فيزر في بريمن | 24 مايو 1938   | 26 نوفمبر 1939 | 17 يونيو 1940  | 24 September 1940 | Sunk on 2 August 1943 north-west of Cape Ortegal, Spain. 22 dead and 36 survivors. |
| U-107  | إيه جي فيزر في بريمن | 24 مايو 1938   | 6 ديسمبر 1939  | 2 يوليو 1940   | 8 October 1940    | Sunk on 18 August 1944 by depth charges from British aircraft. |
| U-108  | إيه جي فيزر في بريمن | 24 مايو 1938   | 27 ديسمبر 1939 | 15 يوليو 1940  | 22 October 1940   | Sunk on 11 April 1944 at Stettin during a bombing raid. Later raised and scuttled there on 24 April 1945. |
| U-109  | إيه جي فيزر في بريمن | 24 مايو 1938   | 9 مارس 1940    | 14 سبتمبر 1940 | 5 December 1940   | Sunk on 4 May 1943 south of Ireland by depth charges from British aircraft. All hands lost. |
| U-110  | إيه جي فيزر في بريمن | 24 مايو 1938   | 1 فبراير 1940  | 25 اغسطس 1940  | 21 November 1940  | Captured on 9 May 1941 in the North Atlantic south of Iceland by the destroyers أتش أم أس Bulldog, Broadway and the British corvette أتش أم أس Aubrietia. The Royal Navy allowed the U-boat to sink the next day in order to keep the documents captured from her a secret. |
| U-111  | إيه جي فيزر في بريمن | 8 أغسطس 1939   | 20 فبراير 1940 | 15 سبتمبر 1940 | 19 December 1940  | Sunk on 4 October 1941 south-west of Tenerife by depth charges from a British warship. 8 dead and 44 survivors. |
| U-122  | إيه جي فيزر في بريمن | 15 ديسمبر 1937 | 5 فبراير 1939  | 20 ديسمبر 1939 | 30 March 1940     | Went missing on 22 June 1940. All hands presumed lost. |
| U-123  | إيه جي فيزر في بريمن | 15 ديسمبر 1937 | 15 أبريل 1939  | 2 مارس 1940    | 30 May 1940       | Scuttled at Lorient on 19 August 1944. Raised and later became the French submarine Blaison. |
| يو-124 | إيه جي فيزر في بريمن | 15 ديسمبر 1937 | 11 أغسطس 1939  | 9 مارس 1940    | 11 June 1940      | Sunk 2 April 1943 west of Oporto by depth charges from the British warships أتش أم أس Stonecrop and Black Swan. All hands lost. |

## قائمة المراجع
- Gröner، Erich؛ Jung، Dieter؛ Maass، Martin (1991). U-boats and Mine Warfare Vessels. London: Conway Maritime Press. ج. 2. ISBN:0-85177-593-4. {{استشهاد بكتاب}}: تجاهل المحلل الوسيط |عمل= (مساعدة)